# Копыт
Копыт — пресноводное озеро на территории сельского поселения Зареченск Кандалакшского района Мурманской области.

## Общие сведения
Площадь озера — 1,9 км², площадь водосборного бассейна — 69 км². Располагается на высоте 144,6 метров над уровнем моря.
Форма озера лопастная, продолговатая: оно более чем на пять километров вытянуто с северо-запада на юго-восток. Берега изрезанные, каменисто-песчаные, преимущественно возвышенные, местами заболоченные.
С южной стороны озера вытекает протока без названия, впадающая в озеро Тованд, через которое протекает река Каменная, впадающая в Ковдозеро. Через последнее протекает река Ковда, впадающая, в свою очередь, в Белое море.
С северо-востока в Копыт впадает река без названия (код в государственном водном реестре — 02020000612102000001289).
В озере расположено не менее трёх небольших безымянных островов.
Залив в юго-восточной оконечности озера пересекает автодорога местного значения 41К-002 («Автоподъезд к насёленному пункту Зареченск»).
Населённые пункты вблизи водоёма отсутствуют.
Код объекта в государственном водном реестре — 02020000611102000001402.